# Čchen Jou-liang
Čchen Jou-liang (čínsky pchin-jinem Chén Yǒuliàng, znaky zjednodušené 陈友谅, tradiční 陳友諒; 1320 – 23. srpna 1363) byl na sklonku vlády dynastie Jüan jedním z vůdců vzbouřenců v povstání rudých turbanů a zakladatel povstaleckého státu a dynastie Velká Chan (Ta Chan).

## Život
Čchen Jou-liang se narodil s příjmením Sie (čínsky pchin-jinem Xiè, znaky 謝) v rodině rybáře v provincii Chu-pej. Pracoval v místním okrskovém úřadě. Zapojil se povstání rudých turbanů, sloužil jako generál pod Ni Wen-ťünem (倪文俊). Byl výborným vojevůdcem, ale vynikal i impulsívností, svéhlavostí a brutalitou. Roku 1357 zabil Ni Wen-ťüna, poté co se tento rozhodl vzbouřit proti jejich nejvyššímu vůdci Sü Šou-chuejovi, císaři říše Tchien-wan. Později zabil i Sü Šou-chueje.

Čína roku 1360

Roku 1359 se v Ťiang-čou (江州, dnes Ťiou-ťiangu v Ťiang-si) prohlásil králem Chan a o rok později, po smrti Sü Šou-chueje, i císařem. Nějakou dobu (1359–1363) byla jeho flotila největší silou na středním toku Jang-c’-ťiang. Jeho moc byla přinejmenším stejně velká jako síla mladého Ču Jüan-čanga.
Roku 1360 Čchen Jou-liangovo loďstvo a armáda zahájily válku proti Ču Jüan-čangovu státu Wu, jehož centrum leželo v Ťi-čchingu (dnešní Nanking) na dolním Jang-c’-ťiangu. Útok na Ťi-čching byl odražen zásluhou Ču Jüan-čangovy výborné zpravodajské služby (pravděpodobně kvůli zběhnutí části útočícího loďstva počátkem roku). Válka vyvrcholila ve velké říční bitvě na jezeře Pcho-jang, kdy Ču Jüan-čangova menší flotila porazila Čchengovo loďstvo. V průběhu bitvy Čchen Jou-liang padl při pokusu o vymanění se z jezera.
Vládu ve státě Chan převzal jeho syn Čchen Li (陳理), brzy oběť útoku loďstva a armády státu Wu. Dobytí Čchen Liova státu trvalo další dva roky až do dubna 1365, kdy se celá říše Chan stala součástí Ču Jüan-čangova, nyní značně zvětšeného, státu Wu.